# 나키진촌
나키진촌(일본어: 今帰仁村)은 일본 오키나와현 구니가미군의 촌이다.

## 지리
오키나와섬 모토부반도의 거의 북쪽에 위치한다. 북동부에는 1.5km 떨어진 고리섬이 있고 2005년에 나고시의 야가지섬과 다리로 연결되었다. 현재는 야가지섬과 마을 쪽 모토지마섬과의 가교(와르미 대교)가 계획되고 있다. 마을의 중앙을 오이강이 북쪽으로 흘러 동중국해로 흘러 들어간다.

### 인접한 자치체
- 나고시
- 구니가미군 모토부정

## 역사
- 1908년 - 도서정촌제 시행으로 나키진촌이 되었다.
- 2005년 - 고리섬(古宇利 こうり[*])과 나고시의 야가지섬을 묶는 고리 대교가 개통하였다.

## 교통

### 도로
- 국도 제505호선

## 자매 도시
- 야마가타현 사카타시

## 같이 보기
- 나키진성